# إيان أنتوني ديل
إيان أنتوني ديل (بالإنجليزية: Ian Anthony Dale)‏ هو ممثل أمريكي من أصل ياباني فرنسي إنجليزي ولد في يوم 3 يوليو 1978 في مدينة سانت باول في ولاية مينيسوتا في الولايات المتحدة، مثل في عدة أفلام ومسلسلات منها مسلسل لاس فيغاس وسي اس آي: التحقيق في موقع الجريمة وعقول إجرامية وآنجل ومثل في فيلم تيكن في 2010، كما مثل الأداء الصوتي أيضاً في عدة ألعاب فيديو مثل لعبة سلبينغ دوغز وكول أوف ديوتي: بلاك أوبس وباتلفيلد: هارد لاين.

## روابط خارجية
- إيان أنتوني ديل على موقع IMDb (الإنجليزية)
- إيان أنتوني ديل على موقع ألو سيني (الفرنسية)
- إيان أنتوني ديل على موقع أول موفي (الإنجليزية)
- إيان أنتوني ديل على موقع قاعدة بيانات الأفلام السويدية (السويدية)
- إيان أنتوني ديل على موقع قاعدة بيانات الفيلم (الإنجليزية)
- إيان أنتوني ديل على موقع كينوبويسك (الروسية)